# Trofeo Internacional de Arrábida
El Trofeo Internacional de Arrábida es una carrera ciclista portuguesa de un día creada en 2017 y disputándose en el Distrito de Setúbal.
Desde su creación pertenece al circuito UCI Europe Tour en la categoría 1.2.

## Palmarés
| Año                              | Ganador         | Segundo          | Tercero            |           |
| -------------------------------- | --------------- | ---------------- | ------------------ | --------- |
| Clásica de Arrábida              |                 |                  |                    |           |
| 2017                             | Amaro Antunes   | Sérgio Paulinho  | Andreas Vangstad   |           |
| 2018                             | Dmitri Strajov  | James Fouché     | Óscar Hernández    |           |
| 2019                             | Jonathan Lastra | Raúl Alarcón     | David de la Fuente |           |
| 2020                             | cancelada       | cancelada        | cancelada          | cancelada |
| 2021                             | Sean Quinn      | Jonathan Lastra  | Rémy Mertz         |           |
| 2022                             | Orluis Aular    | Luís Gomes       | Luís Mendonça      |           |
| 2023                             | Orluis Aular    | Álex Jaime       | Francisco Campos   |           |
| 2024                             | Joseba López    | Alexandre Montez | Mathias Bregnhøj   |           |
| Trofeo Internacional de Arrábida |                 |                  |                    |           |
| 2025                             | Luca Giaimi     | Nicolás Tivani   | Harrison Wood      |           |

## Palmarés por países
| País           | Victorias |
| -------------- | --------- |
| Venezuela      | 2         |
| España         | 2         |
| Portugal       | 1         |
| Rusia          | 1         |
| Estados Unidos | 1         |
| Italia         | 1         |